# O型蒸汽机车
О型蒸汽机车，是俄罗斯帝国铁路以及苏联铁路的一款干线货运型蒸汽机车。从1890年到1928年，共计9129輛不同亚型号的本型机车制造出厂，成为俄罗斯境内继E型蒸汽机车后，数量第二大的蒸汽机车车型。

## 改进
О型蒸汽机车大致有两种亚型号，使用膠式汽門的机车被命名为Од型，而使用华式汽门的机车则被命名为ОВ型。

## 苏联境外的运用情况
布列斯特-立陶夫斯克條約签署后，波兰、爱沙尼亚、立陶宛、拉脱维亚脱离苏维埃俄国独立，上述四国均接收此款机车，并将这些机车改为标准轨轨距。在波兰，ОВ型机车和Од型机车分别被编为Tp104型和Tp102型。波蘭戰役后，本型部分机车被德国接收，而被苏联接收的部分机车编为Оп型。而爱沙尼亚、立陶宛、拉脱维亚所接收的此款机车，在1940年6月后亦被苏联接收。
此外，位于中国东北的東清鐵路亦有使用33台О型机车，编号为701—733。1931年九一八事變后，日军侵占黑龙江省，控制了除中东铁路以外的黑龙江地区各铁路。1932年，日本控制的傀儡政权满洲国成立，中東鐵路改由苏联與滿洲國合營，更名為北滿鐵路。苏联于1935年3月將北滿鐵路以1亿4千万日元卖给满洲国。这些机车被南满洲铁道接收后，20台机车保留1520 mm轨距，编为エトA型；另有13台机车改为标准轨轨距，编为エトイ(Etoi)型，其后又于1938年编为エトニ(Etoni)型。13台エトニ型机车于战后被中华人民共和国铁道部接收，命名为ET2型。

## 军事用途
从第一次世界大战，到俄国内战、波苏战争以及苏德战争，本型机车在外部加装装甲的前提下，用于裝甲列車的牵引机车。

## 保存
一台车号为ОВ-324的О型机车动态保存于十月铁路局圣彼得堡TCh-7机务段，另有8台О型机车静态保存于苏联各加盟共和国境内。

## 备注
1. ↑  Rakov, V.A. . Moscow. 1995: 152 and 190. ISBN 5-277-00821-7.
2. ↑  Le Fleming, H.M.; Price, J.H. . London: John Marshbank Ltd. 1960: 34–35.
3. ↑  摘自俄文维基百科О型蒸汽机车运用情况（俄语：Эксплуатация_паровозов_О#1890—1917）条目。
4. ↑  Chinese Eastern Railway, China （页面存档备份，存于）大英百科全书
5. ↑  .   [2018-05-01]. （原始内容存档于2018-05-01）.
6. ↑  ОВ-324
7. ↑  .   [2018-05-01]. （原始内容存档于2011-08-21）.